# Liste de peintures de Jean-Baptiste Corneille
Cette page dresse la liste des peintures de Jean-Baptiste Corneille (1649-1695)
| Tableau | Titre                                                                                | Date           | Dimensions       | Notes | Lieu de conservation                                |
| ------- | ------------------------------------------------------------------------------------ | -------------- | ---------------- | --- | --------------------------------------------------- |
|         |                                                                                      |                |                  | |                                                     |
|         | La Réduction de la ville de Dunkerque                                                | 1663           |                  | Prix de Rome de l'année 1663.                                                                                        | perdu                                               |
|         | L'Apparition du Christ ressuscité à sainte Thérèse d'Avila et saint Jean de la Croix | 1673           |                  | Peint pour l'autel de la chapelle Sainte-Thérèse à l'église des Carmes déchaussés de Paris.                          | Paris, église Saint-Joseph-des-Carmes               |
|         | Sainte Thérèse                                                                       | vers 1673      |                  | Peint pour le mur de la chapelle Sainte-Thérèse à l'église des Carmes déchaussés de Paris.                           | perdu                                               |
|         | Jésus au jardin des Oliviers                                                         | vers 1673-1680 |                  | Peint pour les chanoinesses augustines du Saint-Sépulcre, dites Dames de Bellechasse.                                | perdu                                               |
|         | Jésus dans le désert                                                                 | vers 1673-1680 |                  | Peint pour les chanoinesses augustines du Saint-Sépulcre, dites Dames de Bellechasse.                                | perdu                                               |
|         | Jésus devant Caïphe                                                                  | vers 1673-1680 |                  | Peint pour les chanoinesses augustines du Saint-Sépulcre, dites Dames de Bellechasse.                                | perdu                                               |
|         | Jésus portant sa croix                                                               | vers 1673-1680 |                  | Peint pour les chanoinesses augustines du Saint-Sépulcre, dites Dames de Bellechasse.                                | perdu                                               |
|         | La Descente de Croix                                                                 | vers 1673-1680 |                  | Peint pour les chanoinesses augustines du Saint-Sépulcre, dites Dames de Bellechasse.                                | perdu                                               |
|         | La Résurrection                                                                      | vers 1673-1680 |                  | Peint pour les chanoinesses augustines du Saint-Sépulcre, dites Dames de Bellechasse.                                | Saint-Henri-de-Lévis (Québec), église Saint-Henri   |
|         | Hercule assommant Busiris                                                            | 1675           | 141,5 × 197,5 cm | Peint comme morceau de réception à l'Académie royale de Peinture et de Sculpture.                                    | Paris, école nationale supérieure des Beaux-Arts    |
|         | La Délivrance de saint Pierre                                                        | 1679           |                  | May de Notre-Dame pour l'année 1679.                                                                                 | perdu                                               |
|         | Allégorie du passage de la Meuse                                                     | vers 1679-1681 |                  | | Paris, hôtel royal des Invalides, musée de l'Armée  |
|         | Mercure                                                                              | vers 1682      |                  | Peint pour le plafond du cabinet des Beaux-Arts de la maison de Charles Perrault, rue Neuve des Bons-Enfants à Paris | perdu                                               |
|         | Saint Roch                                                                           | 1684           | 370 × 235 cm     | Peint pour la chapelle du Grand Commun à Versailles. Peinture classée monument historique.                           | Mouriès, église Saint-Jacques-le-Majeur             |
|         | Jupiter chassant Vulcain de l'Olympe                                                 | 1685           | 45 × 31,5 cm     | | Brest, musée des Beaux-Arts                         |
|         | La Mort de Caton d'Utique                                                            | 1687           | 131 × 163 cm     | | Dijon, musée des Beaux-Arts                         |
|         | L'Apparition de saint Nicolas à l'empereur Constantin                                | vers 1690      |                  | Peint pour l'église Saint-Roch à Paris.                                                                              | Paris, église Saint-Louis-en-l'Île                  |
|         | L'institution du saint sacrement de l'Eucharistie                                    | 1691           |                  | Peint pour le maître-autel de l'église Saint-Paul-des-Champs à Paris.                                                | perdu                                               |
|         | La Prise de Syracuse et la Mort d'Archimède (esquisse)                               | 1691           |                  | | Dijon, musée national Magnin                        |
|         | La prise de Syracuse et la mort d'Archimède                                          | 1691           |                  | Peint pour le Château de Chantilly.                                                                                  | perdu                                               |
|         | Le Christ prêchant les Béatitudes ou Le Sermon sur la montagne                       | vers 1691-1693 |                  | Peint pour les dames de Sainte-Catherine ?                                                                           | Québec, musée de la Civilisation                    |
|         | La Résurrection de Lazare                                                            | 1694           | 357 × 254 cm     | Peint pour la série des Miracles de la vie du Christ, pour l'église des Chartreux de Paris.                          | Rouen, musée des Beaux-Arts                         |
|         | La Guérison du paralytique                                                           | 1694           |                  | Peint pour la série des Miracles de la vie du Christ, pour l'église des Chartreux de Paris.                          | perdu                                               |
|         | Le Christ et la cananéenne                                                           | 1694           |                  | Peint pour la série des Miracles de la vie du Christ, pour l'église des Chartreux de Paris.                          | perdu                                               |
|         | Le Christ et le centurion (esquisse)                                                 | 1694           | 45 × 32,5 cm     | | Paris, musée Carnavalet                             |
|         | Le Christ et le centurion                                                            | 1694           |                  | Peint pour la série des Miracles de la vie du Christ, pour l'église des Chartreux de Paris.                          | perdu                                               |
|         | La mort de Caton d'Utique                                                            |                | 156 × 214 cm     | | Munich, Alte Pinakothek                             |
|         | Alexandre refusant l'eau offerte par ses soldats                                     |                | 301 × 431 cm     | | Saint-Cloud, musée du Grand Siècle                  |
|         | Dinocrate présente à Alexandre son projet pour le mont Athos                         |                | 300 × 310 cm     | | Sceaux, musée du domaine départemental de Sceaux    |
|         | L'Ange gardien                                                                       |                | 137 × 95 cm      | Provient de l'église de l'Oratoire de Dijon.                                                                         | Dijon, musée des Beaux-Arts                         |
|         | Saint Bernard et saint Etienne Harding aux pieds de la Vierge                        |                | 287 × 195 cm     | Peint pour le maître-autel de la chapelle des Bernardines de Dijon.                                                  | Dijon, hôpital général                              |
|         | Saint Charles Borromée en prière                                                     |                |                  | | Paris, église Sainte-Croix Saint-Jean-des-Arméniens |